# Рајхенбах (Баумхолдер)
Рајхенбах (њем. Reichenbach) општина је у њемачкој савезној држави Рајна-Палатинат. Једно је од 96 општинских средишта округа Биркенфелд. Према процјени из 2010. у општини је живјело 655 становника. Посједује регионалну шифру (AGS) 7134068.

## Географски и демографски подаци
Рајхенбах се налази у савезној држави Рајна-Палатинат у округу Биркенфелд. Општина се налази на надморској висини од 428 метара. Површина општине износи 11,1 km². У самом мјесту је, према процјени из 2010. године, живјело 655 становника. Просјечна густина становништва износи 59 становника/km².